# Formatie van Anhée
De Formatie van Anhée is een geologische formatie in de ondergrond van België. De formatie komt uit het vroege Carboon (Dinantiaan) en bestaat voornamelijk uit donkere kalksteenlagen. De formatie is genoemd naar het dorp Anhée aan de Maas ten noorden van Dinant. Ze komt voor in het Carboon van de Bekkens van Namen en Dinant, en dat van de Condroz.

## Lithologie
De Formatie van Anhée is maximaal ongeveer 40 meter dik. Ze wordt ingedeeld in twee leden: een onderste lid en een bovenste lid. Het onderste lid begint met fijngelaagde donkere kalksteen. De kalksteenlagen worden gescheiden door minder competente dunne kolige kleilaagjes. Deze afwisseling is cyclisch: het gaat om parasequenties. 
Naar boven toe worden de kalksteenbanken dikker, tot enkele decimeters, en verdwijnen de kolige laagjes. De kalksteen bevat veel aders van calciet. Naast deze donkere massieve kalksteenbanken komen biostromen voor. De fossielen zijn met name brachiopoden en koraal. In sommige lagen zijn de fossielen dragend, maar niet in situ afgezet: in de classificatie van Dunham gaat het om packstone, wackestone of grainstone. De brachiopode Gigantoproductus is kenmerkend.
Het bovenste lid bestaat uit kleirijke kalksteen tot kalkrijke schalie. Er komen concreties van fosfaten in voor. Het bovenste lid is niet overal aanwezig.
Lokaal kan de Formatie van Anhée verbreccied zijn. 
Uit de formatie wordt in de omgeving van Anhée de natuursteen "le Bleu belge" gewonnen, een donkere "marmer" met witte calcietaders.

## Stratigrafische relaties
De Formatie van Anhée behoort tot het middelste tot bovenste Warnantiaan, de bovenste subetage van het Viséaan. Daarmee is de formatie ongeveer 332 miljoen jaar oud.
De Formatie van Anhée ligt boven op de Formatie van de Bonne. Beide formaties worden tot de Groep van de Hoyoux gerekend. Stratigrafisch boven op de Formatie van Anhée begint de Steenkoolgroep.